# Социальный груминг

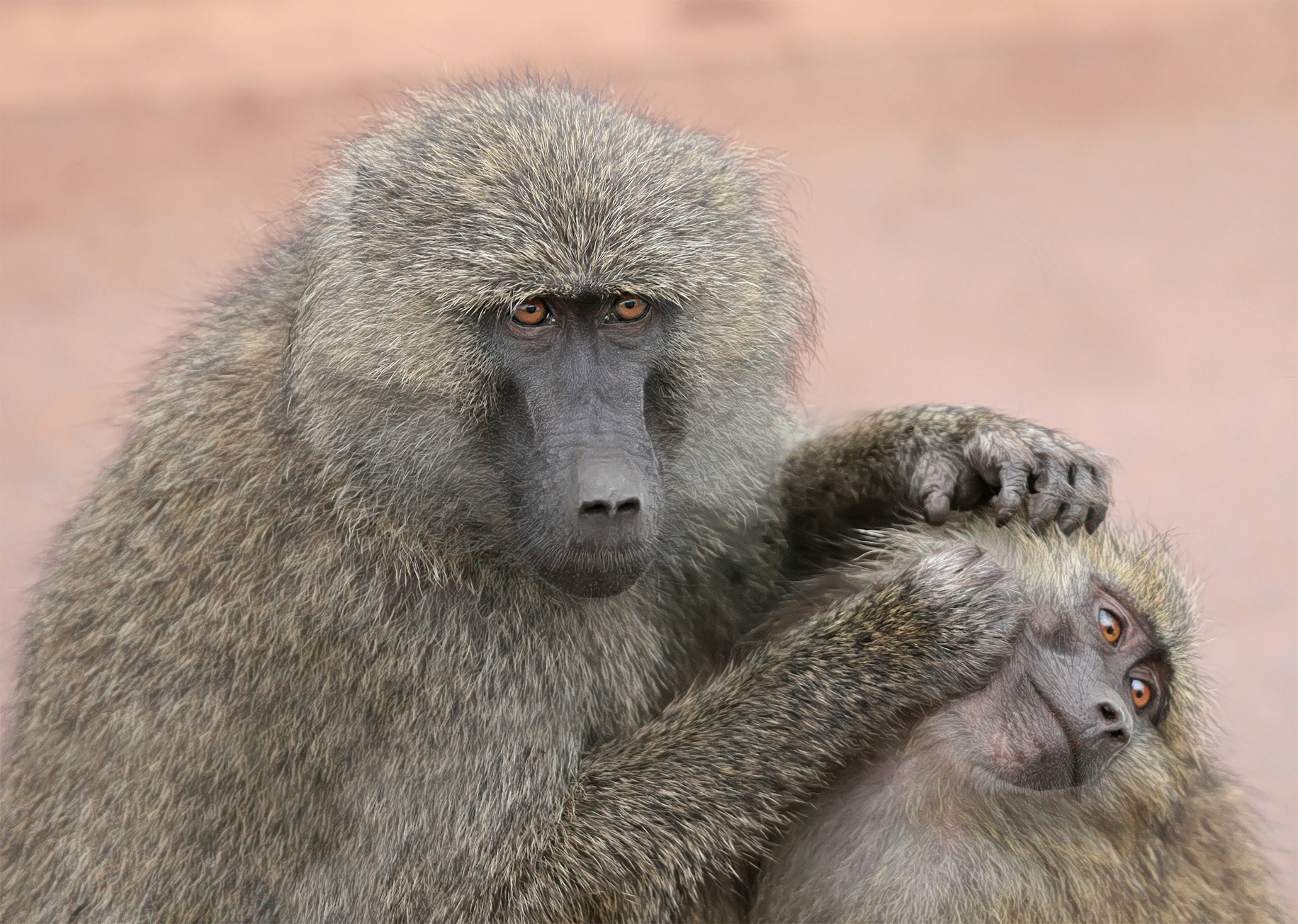
Взрослый павиан анубис ухаживает за детёнышем.

Социальный груминг — это поведение, при котором социальные животные, включая людей, чистят или ухаживают за телами или внешним видом друг друга. Родственный термин, аллогруминг — обозначает социальный груминг между представителями одного вида. Груминг — это важная социальная деятельность и средство, с помощью которого животные, живущие в непосредственной близости, могут связываться, укреплять социальные структуры и семейные связи, а также строить товарищеские отношения. Социальный груминг также используется как средство разрешения конфликтов, материнского поведения и примирения у некоторых видов. Взаимный груминг обычно описывает акт груминга между двумя особями, часто как часть социального груминга, парной связи или прекоитальной активности.

## Эволюционные преимущества
Существует множество предложенных механизмов, посредством которых поведение социального груминга, как предполагается, повышает приспособленность. Эти эволюционные преимущества могут проявляться в форме преимуществ для здоровья, включая снижение передачи заболеваний и уровня стресса, поддержание социальных структур и прямое улучшение приспособленности как меры выживания.

## Взаимный груминг
Многие животные ухаживают друг за другом в форме поглаживания, царапания и массажа. Эта деятельность часто служит для удаления инородного материала с тела, способствуя общественному успеху социальных животных. Существует широкий спектр видов, занимающихся социальным уходом за собой, включая приматов, общественных насекомых, птиц и летучих мышей. Хотя тщательные исследования ещё не проводились, многое о социальном груминге стало известно при изучении приматов. Движущая сила социального ухода за собой у млекопитающих, как полагают, в первую очередь коренится в адаптации к утешительному поведению, а также в утилитарных целях при обмене ресурсами, такими как еда, секс и общественная гигиена.

## Эндокринные эффекты
Было показано, что социальный груминг коррелирует с изменениями уровня гормонов у людей. В частности, существует большая корреляция между высвобождением мозгом окситоцина и социальным грумингом. Предполагается, что окситоцин способствует просоциальному поведению из-за положительной эмоциональной реакции при его высвобождении. Кроме того, социальный груминг также высвобождает бета-эндорфин, который способствуют физиологическим реакциям снижения стресса. Например, исследованные новорождённые крысы, которые получали тепло и прикосновения во время кормления, имели более низкое кровяное давление, чем крысы, которые не получали никаких прикосновений. Было обнаружено, что это является результатом повышенного тонуса блуждающего нерва, то есть у первых крысят была более высокая парасимпатическая нервная реакция и более низкая симпатическая реакция на раздражители, что приводит к менее выраженной реакции на стресс. Социальный груминг является формой безвредной сенсорной активации. Она характеризуется неагрессивным контактом и стимулирует совершенно отдельный нейронный путь по сравнению с вредной агрессивной сенсорной активацией. Безобидные ощущения передаются через дорсальную столбчато-медиальную лемнисковую систему.

## Критика
Основная критика исследований, касающихся социального груминга, заключается в том, что почти все они сосредоточены на приматах, причём небольшом их числе. В результате литература не даёт всестороннего представления о том, какова когнитивная или поведенческая основа социального груминга, и не описывает полностью все его эффекты, как положительные, так и отрицательные. Даже в отношении хорошо изученных видов может оказаться, что собраны не все данные, имеющие отношение к социальному грумингу.